# Луистон (Мејн)
Луистон (енгл. Lewiston) град је у америчкој савезној држави Мејн.

## Демографија
По попису из 2010. године број становника је 36.592, што је 902 (2,5%) становника више него 2000. године.
| Група             | 2000.          | 2010.          |
| Белци             | 33.896 (95,0%) | 31.273 (85,5%) |
| Афроамериканци    | 383 (1,1%)     | 3.174 (8,7%)   |
| Азијати           | 301 (0,8%)     | 384 (1,0%)     |
| Хиспаноамериканци | 448 (1,3%)     | 730 (2,0%)     |
| Укупно            | 35.690         | 36.592         |